# Obernbreit
Obernbreit település Németországban, azon belül Bajorországban. Lakosainak száma 1685 fő (2023. december 31.).

## Népesség
A település népessége az elmúlt években az alábbi módon változott:
| Lakosok száma | 1355 | 1501 | 1540 | 1484 | 1706 | 1730 | 1705 | 1721 | 1713 | 1685 |
|               | 1875 | 1950 | 1975 | 1987 | 2012 | 2014 | 2016 | 2017 | 2021 | 2023 |